# Samuel Eto'o
Samuel Eto'o Fils, kamerunski nogometaš, * 10. marec 1981, Douala, Kamerun.
Sodeloval je na nogometnemu delu poletnih olimpijskih iger leta 2000.
Septembra 2021 je Samuel Eto'o napovedal svojo kandidaturo za predsednika Kamerunske nogometne zveze (Fecafoot).